# Památník rudoarmějců v Ostravě-Zábřehu
Památník rudoarmějců, nazývaný také pomník rudoarmějců, se nachází v okrajové části Avion Shopping Parku Ostrava, na pravém břehu řeky Odry u silnice/ulice Rudná v Zábřehu (městská čtvrť Ostrava-Jih) ve statutárním městě Ostrava v Moravskoslezském kraji.

## Historie pomníku
Památník Rudoarmějců je žulový obelisk ve tvaru štíhlého a vysokého jehlanu se čtvercovou podstavou, který je obklopen vydlážděnou plochou a kamennou zídkou. Obelisk je umístěný na soklu ve tvaru kvádru. Pomník byl postaven v roce 1945 a od 3. května 1958 je památkově chráněn. Pomník připomíná události druhé světové války spojené s osvobozením města Ostravy Rudoarmějci a jejich oběti v roce 1945 a také oslavuje boje Rudé armády. Na vrcholu obelisku je rudá hvězda a po všech stranách jsou reliéfní kovové plameny a umístěné kamenné desky s nápisy v ruštině a češtině. Místo, které je obklopeno keři a stromy, se nachází na osamělém místě poblíže fastfoodu McDonald's. Místo je celoročně přístupné.

## Hlavní nápis na přední části pomníku
| „ | ЗДЕСЬ 29-ГО АПРЕЛЯ 1945 ГОДА ВОЙСКА 4-ГО УКРА- ИНСКОГО ФРОН- ТА ВЕЛИ ОЖЕ- СТОЧЕННОЕ СРА- ЖЕНИЕ С НЕМЕЦКО- -ФАШИСТСКИМИ ЗАХВАТЧИКАМИ ЗА ОВЛАДЕНИЕ ГОРОДОМ МОРАВСКА ОСТРАВА В БОЯХ ОТЛИ- ЧИЛИСЬ СОЕДИНЕНИЯ И ЧАСТИ ГЕНЕРАЛ- -ПОЛКОВНИКА МОСКАЛЕНКО, ГЕНЕРАЛ ЛЕИТЕ- НАНТА БОНДАРЕВА, ГЕНЕ- РАЛ-МАИОРА КОЛДУБОВА, ГЕНЕРАЛ-МАИОРА ВАСИ- ЛЕВСКОГО, ПОЛКОВНИКА ВЛАСОВА | Zde 29. dubna 1945 vojska 4. ukrajinského frontu vedla hlavní boje s německými fašistickými okupanty za osvobození města Moravská Ostrava. Bojů se účastnily jednotky generálplukovníka Moskalenka, generálporučíka Bondareva, generálmajora Guseva, generálmajora Koldubova, generálmajora Vasilevského, plukovníka Vlasova. | “ |

## Galerie

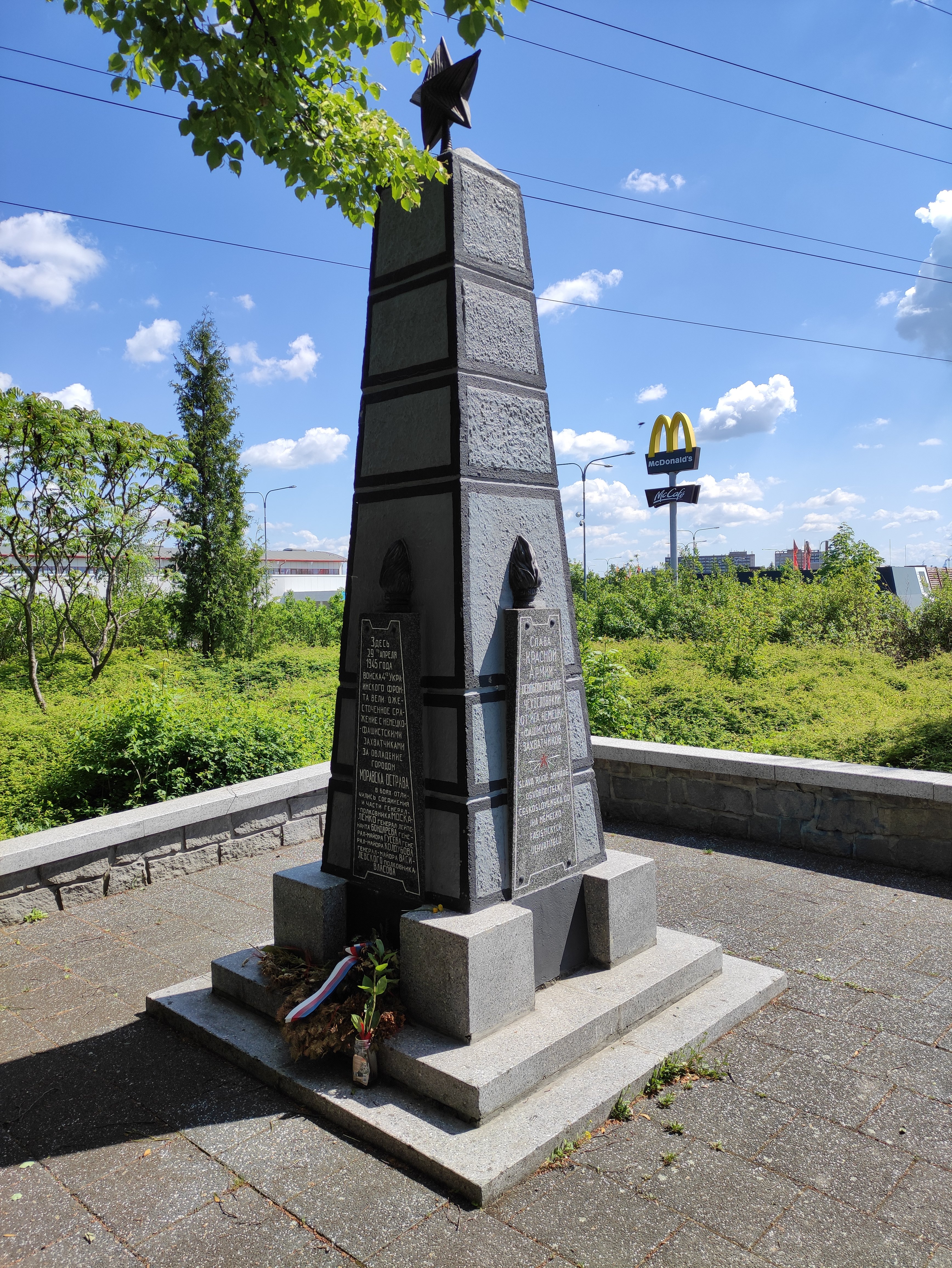

## Další informace
Nedaleko, jiho-jihovýchodním směrem se nachází Pomník překročení Odry československými tankisty při osvobozování Ostravy.